# Jorge Jametel
El conde Jorge Jametel (San Petersburgo, 18 de abril de 1859-París, 13 de marzo de 1944) fue un deportista francés, especialmente conocido por sus relaciones con la realeza.

## Biografía
Fue el primero de los tres hijos del matrimonio formado por Ernesto Jametel (1824-1876) et de María-Camila Sorelle (1830-1921). Por parte de su padre descendía de una familia de banqueros, que incluía a su tío paterno Gustavo Luis Jametel (1821-1893), político francés.
Estudió en el Collège Rollin, incorporándose después a la carrera diplomática. Fue destinado a Roma, siendo titulado como conde por León XIII.
El 22 de junio de 1899 en una ceremonia católica en la iglesia de Santa Isabel en Richmond y en una ceremonia anglicana en la iglesia de Kew, ambas cerca de Londres, contrajo matrimonio con María de Mecklemburgo-Strelitz, hija de Adolfo Federico V de Mecklemburgo-Strelitz. Este matrimonio, de acuerdo con las leyes de Mecklemburgo-Strelitz, fue morganático. La razón última del mismo era que el año anterior María había sido víctima de un incidente no esclarecido con un criado del palacio de Neustrelitz encargado de encender las luces, llamado Hecht. La historia fue silenciada y finalmente María dio a luz una hija en 1898. Ante el ostracismo de su familia fue amparada por su abuela paterna, la princesa británica Augusta de Cambridge, viuda de Federico Guillermo de Mecklemburgo-Strelitz. Este fue uno de los motivos por los que la boda se celebraría en el Reino Unido, dentro del entorno de los hermanos de Augusta: en White Lodge en Richmond vivía María Adelaida de Cambridge, duquesa de Teck y en Kew, donde estaba el cottage de Jorge de Cambridge. En la prensa de la época se explicó que se trataba de un matrimonio por amor. Con motivo de este matrimonio fue nombrado conde (graf) por su suegro Adolfo Federico V. Además este dotó al nuevo matrimonio con 200.000 dólares. El matrimonio pasó a vivir en París.
El matrimonio tuvo descendencia pero se acabó divorciando el 31 de diciembre de 1908. Se rumoreaba que Jorge mantenía una relación sentimental con Eulalia de Borbón desde hacía unos años. Jorge había sido secretario particular de la infanta y mantuvo con ella su relación hasta la década de 1930. La relación llegó a ser tan fuerte que días después de su boda, en julio de 1899, Jorge y su esposa María viajan a Cestona y Bilbao para encontrarse con la infanta Eulalia.
Durante toda su vida Jorge mantuvo una importante presencia en el deporte francés, perteneciendo a organizaciones como la Société sportive de l'Île de Puteaux, el Cercle du Bois de Boulogne, el Cercle de l'Union artistique, el Club alpin français o la Société hippique française et de l'Union des yachts français.

## Matrimonio y descendencia
De su matrimonio con María de Mecklemburgo-Strelitz nacerían dos hijos:
- Jorge (1904-1982), conde Jametel, casado en 1948 con Lise-Marcelle Barbet (1924-1996);[16]
- María (1905-1969), casada en 1928 con Karl Barton von Stedman (1875-1933)[17]